# وانا انتسلا
وانا انتسلا (به لاتین: Vana-Antsla) یک سکونتگاه مسکونی در استونی است که در دهستان آنتسلا واقع شده‌است.

## خصوصیات
وانا انتسلا ۱۸۱ نفر جمعیت دارد.